# Mokré křídlo
Mokré křídlo je jiným názvem pro takzvanou integrální nádrž (mnohem častěji užívaný výraz). Stěny nádrže tvoří samotný potah křídla, žebra případně nosníky. K utěsnění se používají speciální hermetické tmely odolávající širokému rozpětí teplot a působení paliva. Integrální nádrž je v dnešní době široce rozšířena a používá se jak v malých sportovních letadlech, tak i ve velkých dopravních, jako je například Airbus A380. Nevýhodou je nemožnost výměny při poškození/proražení nádrže je nutná oprava přímo na křídle. Výhodou je maximální/nejefektivnější využití prostoru v křídle, hmotnostní úspora (není potřeba dalších palivových vaků), za výhodu lze taktéž pokládat že palivo při porušení celistvosti nádrže vytéká ven nikoli do prostoru v křídle.